# بوسي يوهانسون
بوسي يوهانسون (بالسويدية: Bo Johansson)‏ هو شخصية أعمال سويدي، ولد في 1965 في Sveg ‏ في السويد.